# ウーウー
ウーウー（英語: Woo Woo）は、ウォッカをベースとするカクテル。ロングドリンクに分類される。

## 概要
セックス・オン・ザ・ビーチからオレンジジュースを抜いたカクテルに似る。
1980年代に流行り始めたとされるカクテル。カクテルの名前は男性が女性に声をかける際の擬音を由来とする説がある。

## レシピの例
材料
- ウォッカ - 2
- ピーチ・リキュール - 1
- クランベリージュース - 3

作り方
1. 氷の入ったハイボールグラスにすべての材料を入れて混ぜる。
2. カットライムをグラスの縁に飾る。